# Østrigs politik
Det politiske system i Østrig baserer sig på Østrigs forfatning Bundes-Verfassungsgesetz (B-VG) og bygger på demokratiets grundsætninger, den republikanske styreform, den føderale stat, retsstaten, magtadskillelsen samt den liberale og frie stat.
Republikken Østrig er et parlametarisk demokrati, og valg gennemføres efter forholdstalsvalg. Den føderale stat betyder, at de enkelte delstater har egne parlamenter, og opgavefordelingen mellem delstaterne og forbundsstaten er reguleret gennem forfatningen. Forfatningsdomstolen (Verfassungsgerichtshof) kontrollerer overholdelsen af forfatningen.

## Finanspolitik
De forventede udgifter i statsbudgettet for 2008 er 69,9 mia. euro og indtægterne forventes til 66,9 mia. euro. Der var således budgetteret med et underskud på 3 mia. svarende til 1,1 % af BNP. Regeringen regner først med et nul-budget i 2010. Indtil da skal statsunderskuddet holdes under 1 % af BNP. Statsgælden nåede i 2007 det højeste niveau med 163,3 mia. euro.

## Forsvar
Forsvaret er baseret på en almen værnepligt for alle mandlige statsborgere i alderen fra 17 til 50 år. Kvinder kan aftjene en frivillig militærtjeneste. Forbundshæren består af ca. 35.000 værnepligtige og konstabler og 75.000 mand i militsen. Værnepligten er seks måneder (før 2006 var den otte måneder). Forsvarsbudgettet er med 0,71 % af BNP (ca. 1,8 mia. euro) blandt de laveste i verden.
Siden 1974 kan værnepligtige gennemføre civiltjeneste, hvis de af samvittighedsgrunde nægter værnepligt. Denne varer ni måneder.

## Sikkerhed og neutralitet
Østrigs sikkerhedsmæssige situation er grundlæggende god, og landet er, med undtagelse af Schweiz og Liechtenstein, kun omgivet af EU-medlemsstater. Den sikkerhedspolitiske indsats koncentrerer sig primært om terrorbekæmpelse og internationale indsatser indenfor rammerne af EU og FN. Republikken har i 1955 besluttet en evig neutralitet gennem en forfatningslov.
Efter jerntæppets fald i 1989 besluttede Østrig gennem den nye artikel 23f i forfatningsloven et retligt grundlag for at kunne medvirke i fredsbevarende indsatser. Landet deltager herefter i NATO-programmet Partnerskab for fred.
Østrigs indtræden i EU blev indenrigspolitisk begrundet med, at man "indgår som neutralt land i EU". Østrig har observatørstatus i Vestunionen. Med udvidelsen af Vestunionens opgaver i 1992 besluttede Østrig at deltage i fredsbevarende og humanitære opgaver. Samme beslutning traf man indenfor rammerne af den europæiske sikkerheds- og forsvarspolitik samt EU's fælles udenrigs- og sikkerhedspolitik.
Dette skal ses i sammenhæng med formuleringen af forfatningsloven om neutraliteten, der fastslår 1) at Østrig af fri vilje erklærer sin stedsevarende neutralitet med henblik på varigt at kunne hævde sin uafhængighed udadtil og sit territoriums ukrænkelighed, og at Østrig med alle til rådighed stående midler vil opretholde og forsvare neutraliteten, og 2) at Østrig til sikring heraf i al fremtid vil undlade at tiltræde militære forbund og ikke vil tillade fremmede stater at oprette militære støttepunkter på sit territorium.
Dette betyder ikke, hvilket der allerede ved neutralitetslovens vedtagelse blev lagt vægt på, at Østrig ikke kan tage stilling til internationale spørgsmål og f.eks. fremme vestlige værdier. Det operative er alliancefriheden og forbuddet mod at stationere fremmede tropper i Østrig. Neutraliteten gælder i Østrig som en vigtig politik værdi, hvis bevarelse et flertal af befolkningen går ind for. En ophævelse af forfatningsloven om den evige neutralitet vil i givet fald kræve to tredjedeles flertal i Nationalrådet. Østrigske forfatningsjurister er ikke enige om, hvorvidt neutraliteten er så væsentlig en del af den Anden Republiks forfatning, at man i tilfælde af en afskaffelse tillige måtte gennemføre en folkeafstemning om spørgsmålet.

## Udenrigspolitik
Set i lyset af Østrigs neutralitet ønskede landet fra midten af det 20. århundrede at stå i brydningen mellem de to stormagter Vest- og Østeuropa. Udenrigspolitikken bestod ofte i at skabe stabilitet i regionen og at bidrage til nye samarbejder i øst-vest-forholdet. Med østblokkens opløsning er denne rolle dog bortfaldet. I østrigsk selvforståelse har neutraliteten også en særlig moralsk dimension, der gør Wien/Østrig særlig egnet som mødested for internationale forhandlinger og konferencer, også selv om Østrig ikke nødvendigvis har direkte interesse i de emner, der skal drøftes.
I Wien ligger det tredje sæde for de Forenede Nationer efter New York og Geneve. Østrig har bidraget med mere end 50.000 mand under FN-flag i hele verden i form af soldater, militær overvågning, civilpoliti og civile eksperter. Udover FN-repræsentationen huser Østrig en række andre internationale organisationer. Det er bl.a. Det Internationale Atomenergiagentur (IAEA), Organisationen for Sikkerhed og Samarbejde i Europa (OSCE), OPEC samt en række NGO'er.

## Klimapolitik
I marts 2007 tiltrådte ministerrådet den "østrigske klimastrategi", der skal nå målene i Kyoto-aftalen senest i 2012. En af de væsentligste dele i Østrigs miljøpolitik er klimaindsatsen. Lebensministerium (Livsministeriet) har ansvar for at gennemføre regeringens klimastrategi. Lebensministeriums initiativplan for klimabeskyttelse kaldes klima:aktiv. Mange af klima:aktiv-programmerne er igangsættende for udbud og efterspørgsel efter klimabeskyttende teknologier og tjenesteydelser. Austrian Council on Climate Change (ACCC) er det østrigske klimaråd. Rådet har bl.a. ansvar for informationsindsatsen om den nationale og internationale klimapolitik og -forskning i samarbejde med Livsministeriet og Miljøstyrelsen. Miljøstyrelsen (Umweltbundesamt) er fagforvaltningen i Østrig for miljøbeskyttelse og -kontrol. I denne egenskab understøtter Miljøstyrelsen forbundsregeringen i gennemførelsen af klimastrategien.
Vedvarende energi har i årtier været rygraden i strømforsyningen i Østrig. Indtil 1997 kom 2/3 af strømforsyningen fra vandkraft. Inden 2010 skal 78,1 procent af strømforsyningen komme fra vedvarende energi. Andelen af økostrøm gennem vind, biomasse eller geoterm skal hæves til 10 procent inden 2010.

## Forfatningsgrundstene
Demokratisk princip
Det demokratiske princip er fastlagt i forfatningens artikel 1, hvor det fastlås, at Østrig er en demokratisk republik, og at al ret udgår fra folket (Østrigs forfatning, artikel 1). Østrig er endvidere et repræsentativt demokrati, hvor folkets repræsentanter vælges gennem frie og hemmelige valg (Østrigs forfatning, artikel 26). Endvidere har Østrig et element af direkte demokrati, som udmøntes gennem folkepetition, vejledende eller bindende folkeafstemning.
Republikansk princip
Det republikanske princip vedrører statsformen og statsoverhovedet. Østrig er en republik, hvor forbundspræsidenten står i spidsen for landet som statsoverhoved. Præsidenten vælges gennem direkte valg af alle stemmeberettigede statsborgere hvert sjette år (Østrigs forfatning, kapitel 60).
Forbundsstatsprincippet
Forbundsstatsprincippet betyder, at Østrig i følge forfatningens kapitel 2 ikke er en enhedsstat men er dannet af delstaterne Burgenland, Kärnten, Niederösterreich, Oberösterreich, Salzburg, Steiermark, Tyrol, Vorarlberg og Wien (Østrigs forfatning, artikel 2). Delstaterne har egen lovgivende forsamling, og det er i forfatningen bestemt, at kun områder der specifikt er nævnt i forfatningen reguleres gennem lovgivning på forbundsniveau. Alle øvrige områder varetages af landdagene i delstaterne (Østrigs forfatning, artikel 10-15).
Retsstatsprincippet
Retsstatsprincippet skal beskytte borgerne mod statslig vilkårlighed. Retsstaten opretholdes gennem magtadskillelsen og de uafhængige domstole. Statens overholdelse af forfatningen kontrolleres af en forfatningsdomstol (Østrigs forfatning, artikel 139, 139a, 140, 140a).
Magtadskillelsesprincippet
Østrig følger principper i den almindelige magtadskillelseslære, således at der er en lovgivende magt, en udførende magt og en dømmende magt.
Den liberale stat
Den liberale statsprincip sikrer borgernes friheds- og grundrettigheder. Det liberale princip sikres gennem Den Europæiske Menneskerettighedskonvention, der har forfatningsrang, og den såkaldte Staatsgrundgesetz, der er en del af et forfatningskompleks udstedt af kejser Franz Joseph 1. af Østrig-Ungarn i 1867. Staatsgrundgesetz er indføjet i forfatningens artikel 149 (Østrigs forfatning, artikel 149), og angiver en række friheds- og beskyttelsesrettigheder, f.eks. brevhemmelighed, pressefrihed og lighed for loven.

## Politisk system
Østrigs politiske system er delt på tre niveauer: Forbundsniveau, delstatsniveau og kommunalt niveau. Herudover opererer man med et forvaltningsniveau, der ligger mellem delstater og kommuner, som kaldes distrikter (bezirke). Disse er rent administrative organer, der udfører en række stats- og delstatsadministrative opgaver på lokalt niveau.

## Forbundsniveau

### Lovgivende magt
Den lovgivende magt er delt på 2 kamre, hvor Nationalrådet vælges direkte af folket mens Forbundsrådet er sammensat med repræsentanter udpeget af delstaternes landdage. Den lovgivende magt fastsætter forbundsstatens budget og alle forbundslovene og endvidere kontrollerer den lovgivende forsamling forbundsregeringen. Forbundsrådet har reelt kun lille indflydelse på lovgivningen, da det blot har en opsættende vetoret, som Nationalrådet kan tilsidesætte. Kun forfatningslove, der indskrænker delstaternes kompetence, love om Forbundsrådets egne rettigheder og statstraktater, der indvirker på delstaterne, er omfattet af en absolut vetoret i Forbundsrådet.

#### Nationalrådet
Nationalrådet er Republikken Østrigs deputeretkammer og lovgivningsmagtens førstekammer. Der er 183 delegerede, der vælges af folket gennem direkte og hemmelige valg. Fra 2007 er valgperioden i Nationalrådet fem år, ligesom valgretsalderen er nedsat fra 18 år til 16 år.
Nationalrådet har tre formænd (benævnt Nationalratspräsident), der også virker som stedfortræder for forbundspræsidenten, hvis denne er forhindret i at udøve sit hverv. Nationalrådet kan udstede mistillidserklæring til hele regeringen eller enkelte ministre.
Alle love forberedes i udvalg (tysk: Ausshuss) og besluttes i Nationalrådet. For at en lov kan opnå gyldighed skal Forbundsrådet have givet sin tilslutning. Såfremt denne tilslutning ikke kan opnås, kan Nationalrådet ophæve et veto fra Forbundsrådet gennem et såkaldt Beharrungsbeschluss, der i praksis betyder, at Nationalrådet genfremsætter forslaget uden at det skal til høring i Forbundsrådet igen.

#### Forbundsrådet
Forbundsrådet er parlamentets andetkammer og er delstaternes repræsentation på forbundsniveau. De delegerede udpeges af delstaternes landdage, og antallet af delegerede fastlægges af forbundspræsidenten efter hver folketælling. For tiden (2008) er der 62 delegerede. De delegerede er ikke bundet af mandat fra landdagen og har således et frit mandat.
Efter at en lov er besluttet i Nationalrådet, skal Forbundsrådet tiltræde forslaget for at loven kan opnå gyldighed. Forbundsrådet har dog forholdsvis ringe indflydelse på lovgivningen, da lovgivningsprocessen normalt kun kan forhales og vedtagelsen af loven kan sjældent helt forhindres af Forbundsrådet. Et veto fra Forbundsrådet har således kun opsættende virkning og kan underkendes af Nationalrådet. Kun i forhold til love der har væsentlig indvirkning på delstaterne eller Forbundsrådet selv har Forbundsrådet absolut veto overfor.

#### Forbundsforsamlingen
Forbundsforsamlingen består af Nationalrådet og Forbundsrådet i forening, og træder kun sammen ved særlige tilfælde. I følge forfatningen har forsamlingen flere opgaver, der vedrører Forbundspræsidentens virke. Forsamlingen udnævner formelt forbundspræsidenten, og forsamlingen kan efter indstilling fra Nationalforsamlingen beslutte en folkeafstemning om at afsætte forbundspræsidenten. Endelig kan Forbundsforsamlingen efter indstilling fra Nationalrådet eller Forbundsrådet beslutte, at der kan indledes sag ved forfatningsdomstolen i tilfælde af en anklage om, at forbundspræsidenten har gjort brud på forfatningen. Også krigserklæringer mod andre stater sker gennem beslutning i Forbundsforsamlingen.

### Udøvende magt
Den udøvende magt har til opgave at omsætte love og forordninger i praksis. Den udøvende magt omfatter bl.a. forbundsregeringen, forbundspræsidenten, forbundshæren, forbundspolitiet og forbundsstatens offentlige institutioner.
Folket kan klage over forvaltningens udøvelse i flere instanser. I første instans kan borgeren klage til den myndig, der har udstedt en forvaltningsakt. Hvis denne instans afviser klagen er der klageadgang til anden instans, der består af et uafhængigt forvaltningssenat, der er beskrevet i forfatningens aritkel 129a. Hvis også klagen afvises her, kan der indgives klage til forvaltningsdomstolen, eller, hvis der er sket brud på borgerens grundrettigheder, til forfatningsdomstolen.

#### Forbundspræsidenten
Forbundspræsidenten udnævner forbundskansleren og efter forslag fra forbundskansleren udnævner forbundspræsidenten også ministrene. Han har ret til at afskedige regeringen, og han kan efter indstilling fra forbundskansleren opløse Nationalrådet. Forbundspræsidenten underskriver lovene, men handlingen indebærer kun en formel og ikke en materiel prøvelse, dvs. at forbundspræsidenten med ikke kan forholde sig til lovens indhold; han skal med sin underskrift blot kundgøre, at loven overholder statens forfatning og konventioner. Forbundspræsidenten har overkommandoen over forbundshæren og repræsenterer Østrig i udlandet.
Forbundspræsidenten vælges hvert sjette år ved direkte valg af de stemmeberettigede statsborgere, og han kan kun genvælges én gang til en direkte efterfølgende periode. Forbundspræsidenten kan afsættes gennem dom fra forfatningsdomstolen eller gennem en folkeafstemning.

#### Forbundsregeringen
Forbundsregeringen er forbundsstatens øverste forvaltningsorgan. I følge forfatningen tilkommer alle forvaltningsopgaver regeringen, som ikke specifikt er henlagt til forbundspræsidenten. Forbundsregeringen består af forbundskansleren og forbundsministrene, og ved regeringsdannelsen bliver der udnævnt et antal statssekretærer, som er underlagt de enkelte ministerier. Statssekretærerne deltager i ministerrådsmøderne uden stemmeret, men de hører formelt ikke til forbundsregeringen. Regeringens vigtigste opgave er at fremlægge lovforslag. Alle ministre skal støtte et lovforslag før det kan fremsættes for Nationalforsamlingen. Regeringens medlemmer udnævnes af forbundspræsidenten efter forslag fra forbundskansleren. Regeringen eller de enkelte ministre kan afsættes af Nationalforsamlingen gennem et mistillidsvotum.
Forbundskansler
Forbundskansleren er i den østrigske regering primus inter pares (førstemand blandt ligemænd). Det betyder, at kansleren f.eks. ikke har ret til at diktere en bestemt politisk linje i forhold til øvrige ministre. Forbundskansleren kan dog gennem forbundspræsidenten afsætte ministrene, og kansleren står dermed i realiteten stærkere end de øvrige ministre.

### Dømmende magt
Retsvæsen er i Østrig alene et anliggende på forbundsniveau. Retssystemet er opdelt i distrikts- (Bezirks-), delstats- (Landes-) og øvreretter (Oberlandesgericht), men det er alene en geografisk inddeling af forbundsstatens retssystem. Den øverste domstol er højesteret (Oberster Gerichtshof). Selvom der er fire retsinstanster, kan man normalt kun føre ret i to eller tre instanser.

#### Forfatningsdomstolen
Forfatningsdomstolen (Verfassungsgerichtshof) afprøver om love og bestemmelser overholder forfatningen, ligesom den behandler klagesager fra borgere der mener, at deres forfatningsmæssige rettigheder er blevet krænket. Efter indstilling fra Forbundsforsamlingen kan den behandle en forfatningssag mod forbundspræsidenten. Forfatningsdomstolens kompetencer er fastlagt i forfatningen. Udover domstolens præsident og vicepræsident er der 12 dommere i forfatningsdomstolen, der alle formelt udpeges af forbundspræsidenten. Præsident, vicepræsident og seks af dommerne indstilles af regeringen, tre dommere indstilles af Nationalrådet og de sidste tre dommere indstilles af Forbundsrådet.

#### Forvaltningsdomstolen
Forvaltningsdomstolen skal sikre, at den offentlige forvaltning følger lovgivningen (forfatningens artikel 129), og kan således efterprøve den udøvende magts afgørelser. Forvaltningsdomstolens dommere udpeges af forbundspræsidenten efter indstilling fra forbundsregeringen.

## Direkte demokrati
Forfatningen åbner mulighed for visse elementer af direkte demokrati, hvor de vigtigste elementer er folkepetitioner samt bindende eller vejledende folkeafstemninger.
Folkepetition
Folket kan fremsætte en petition med et beslutningsforslag for Nationalrådet. For at afholde en petition på landsplan er det nødvendigt med støtte fra én promille af befolkningen. Hvis der er tilstrækkelig med underskrifter for en folkepetion, fremlægges forslaget i en uge i de offentlige kontorer i kommunerne. Ved mere end 100.000 underskrifter eller tilslutning fra en sjettedel af de stemmeberettigede i hver tre delstater skal folkepetitionen behandles af Nationalrådet Østrigs forfatning, artikel 41). Der er gennemført 32 folkepetitioner i den Anden Republiks tid.
Bindende folkeafstemning
Nationalforsamlingen kan når som helst beslutte, at en lov skal sendes til en bindende folkeafstemning. Ved en ændring af hele Østrigs forfatning er en folkeafstemning et krav ligesom afsætning af forbundspræsidenten også kræver en folkeafstemning. I den Anden Republiks tid har der kun været to bindende folkeafstemninger: I 1978 om kerneenergi og i 1994 om Østrigs indtræden i EU.
Vejledende folkeafstemning
Resultatet af en vejledende afstemning er ikke bindende for parlamentet, og den kan gennemføres for at få belyst befolkningens holdning til et bestemt spørgsmål. Den første vejledende afstemning på landsplan gennemførtes den 20. januar 2013, om afskaffelse af værnepligten og indførelse af en professionel hær. 59,7 % stemte for at bevare værnepligten.

## Delstatsniveau
Republikken Østrig består af ni delstater, og deres opgaver er fastlagt i forfatningen. Alle opgaver der i forfatningen ikke specifikt er givet til forbundsstaten forvaltes af delstaterne. Delstaterne deltager indirekte i den nationale lovgivning gennem Forbundsrådet. På delstatsplan findes også en lovgivende og en udøvende magt, men der findes ingen dømmende magt, da dette alene er et anliggende for forbundsstaten. Delstaterne har endvidere også opgaver indenfor den indirekte forbundsforvaltning, hvilket betyder, at delstatens myndigheder fuldbyrder forbundsstatens love.

### Lovgivende: Landdagen
Landdagen er delstaternes lovgivende forsamling. Forbundsregeringen har et suspensivt veto i forhold til delstatslove, men et veto kan dog sættes ud af kraft med en beslutning i landdagen. Landdagen kan også beslutte delstatsforfatningslove; disse skal blot være i overensstemmelse med forbundsforfatningen. I tilfælde af uenighed om lovgivningen mellem delstat og forbundsstat, så træffer forfatningsdomstolen afgørelse om gældende ret, da forbundsretten ikke har forrang i forhold til delstatsretten. Valgsperioden i landdagene er fem år med undtagelse af Oberösterreich, hvor den er seks år.

### Udøvende: Delstatsregeringen
Delstatsregeringen består af delstatsformanden, hans stedfortrædere og delstatsrådene, og den vælges af landdagen. Alt efter delstat består delstatsregeringen af 7 til 14 medlemmer. Den varetager de udøvende opgaver samt forestår den indirekte forbundsforvaltning i delstaten.

### Delstatsformanden
Delstatsformanden (Der Landeshauptmann) er delstatsregeringens formand. Han vælges af landdagen og udnævnes af forbundspræsidenten. Delstatsformanden har endvidere ansvar for den indirekte forbundsforvaltning og er i den forbindelse ansvarlig over for forbundsregeringen. Delstatsformandens opgaver er at repræsentere delstaten såvel internationalt som nationalt, koordination af alle myndigheder i krisesituationer samt formand for og udnævnelse af delstatsregeringen.

## Distrikter
Distrikter (tysk: Bezirke) er en forvaltningsenhed mellem kommuner og delstat. Den øverste embedsmandmand, der Bezirkshauptmann, udnævnes af delstatsregeringen. Distriktet er en ren administrativ myndighed, der har til opgave at udføre forbundsstats- og delstatsopgaver på lokalt niveau. Det er f.eks. opgaver som: kredslæge, miljøtilsyn, visse sociale opgaver, skov- og jagtforvaltning, en række politiopgaver og tilsyn med kommunerne. Der er pr. 1. januar 2007 84 distrikter i Østrig. Distrikterne har dog ikke opgaver for de 15 statutarbyer, hvor distriktsmyndighedens opgave i stedet løses af en magistrat. Det samme er gældende for Wien.

## Kommuner
Kommunerne er det nederste forvaltningsniveau i Østrig. Kommunernes opgave er reguleret gennem forfatningen og delstatslovgivningen. Kommunerne er bl.a. ansvarlige for grundskolesystem, lokalplaner og byggetilladelser.
Byrådet er kommunens indbyggeres repræsentanter, der vælges ved direkte og hemmelige valg. Også borgmestrene vælges ved direkte valg, med undtagelse af Wien, Niederösterreich og Steiermark. Kommunalbestyrelsen består af borgmesteren, viceborgmestrene og de forretningsførende kommuneråd. I kommuner med stadsret hedder kommunalbestyrelsen Stadsrat og i byer med egen statut kaldes de Stadtsenat.
Som udgangspunkt er alle kommuner ens og retligt er der i dag der ingen forskel mellem kommuner, markedskommuner (Marktgemeinde) og bykommuner (Stadtgemeinde). De forskellige begreber stammer fra en tid, hvor kommunerne havde forskellig status bl.a. i forhold til deres handelsmæssige tilladelser. Pr. 1. januar 2020 er der 2.095 kommuner i Østrig. Af disse er 771 markedskommuner og 186 bykommuner. Den mindste kommune er Gramais i Tyrol med 64 indbyggere og største kommune er Wien med 1,7 mio. indbyggere.I 85 % af kommunerne bor der under 3.000 indbyggere.
Særlige rettigheder og pligter tilfalder imidlertid statutarbyer og forbundshovedstaden Wien. Forvaltningsenheden hedder her magistrat og er ligestillet med Bezirkshauptmannschaft. Statutarbyens borgmester er formand for for magistraten og har dermed samme opgaver som Bezirkshauptmann. Hvor Bezirkshauptmann udpeges af landdagen, så er bliver han i statutarbyer valgt af befolkningen (alt efter delstatsforfatningen enten gennem direkte valg eller indirekte gennem kommunalbestyrelsen).
Wien er samtidig delstat, og derfor er kommunalbestyrelsen også landdag og borgmesteren er samtidig delstatsformand (Østrigs forfatning, artikel 108).